# Валикаев, Артур Рифович
Арту́р Ри́фович Валика́ев (род. 8 января 1988, Стерлитамак, Башкирская АССР, СССР) — российский футболист, полузащитник.

## Карьера

### Клубная
Воспитанник стерлитамакского футбола. Футболом начал заниматься в 6 лет. Первый тренер — Сергей Иванович Кононов. В 2006 году попал в первую команду города — «Содовик», однако первые матчи провёл уже в следующем сезоне. После того как родная команда Валикаева прекратила своё существование, сезон 2008 года отыграл уже в «Урале».
В 2009 году перешёл в «Нижний Новгород» и поначалу у него не очень ладилось, около двух месяцев залечивал травму, потом перестал проходить в состав, однако в конце августа перешёл в «Ростов». Всего за два с половиной сезона в Первом дивизионе сыграл 47 матчей, обычно — на позиции опорного полузащитника. Дебютировал же за ростовчан в выездном матче против «Зенита», выйдя на замену в середине второго тайма. В декабре 2010 года Валикаевым заинтересовался московский «Спартак».
11 января 2011 года подписал контракт со «Спартаком». 18 января 2011 года дебютировал в составе клуба в товарищеской игре с кишинёвской «Дачией».
31 августа 2011 года перешёл на правах аренды в пермский «Амкар». Сыграв 2 матча в чемпионате и матч в кубке, зимой был отправлен обратно в Москву.
8 февраля 2012 года подписал контракт с ярославским «Шинником».
В зимнее трансферное окно 2013 игрок принял решение вернуться на родину и подписал контракт с клубом «Уфой».
В конце июня 2014 года подписал контракт с клубом «Томь». В феврале 2015 до конца сезона был отдан в аренду в «Химик» Дзержинск. Вторую половину сезона 2015/16 повёл в клубе «Сахалин».
11 июня 2016 подписал контракт с эстонским клубом «Нымме Калью». После полутора лет в Эстонии подписал контракт в кипрским «Олимпиакосом» из Никосии.
23 июня 2018 года провёл четвертьфинальный матч Кубка Татарстана за клуб «Бугульма-Рунако» против бугульминского «Энергетика» (3:1) и забил гол. Был заявлен на чемпионат и кубок Татарстана 2018 года.
В 2019 году играл за «Дордой» в Кыргызской премьер-лиге, в 2020 — за «Динамо» (Брянск) в ФНЛ-1, в 2021 году — за «Сморгонь» в высшей лиге Белоруссии.
В 2022 году в феврале провёл одну игру за «Спартак» (Туймазы) на Кубке Федерации футбола Республики Татарстан, в мае сыграл за команду «КССС» (Кирово-Чепецк) в Кубке МФФ «Золотое кольцо», с июня — игрок «Динамо» (Киров) в первенстве МФФ «Золотое кольцо» (III дивизион). В 2023 году в июле—августе сыграл в первенстве и кубке МФС «Приволжье» за КССС, в сентябре сыграл два матча за «Алабугу» (Елабуга) в чемпионате Татарстана (в зимнем чемпионате республики 2024 играл за набережночелнинскую команду «Барс»).

### В сборной
14 ноября 2009 года провёл свой единственный матч за олимпийскую сборную России. Игорь Колыванов зимой 2009 года привлекал Валикаева в молодёжную сборную России, за которую провёл один матч на Кубке Содружества, где проверялся ближайший резерв команды.